# The Middle Man – Ein Unglück kommt selten allein
The Middle Man – Ein Unglück kommt selten allein (Originaltitel: The Middle Man) ist eine Tragikomödie von Bent Hamer, die im September 2021 beim Toronto International Film Festival ihre Premiere feierte, kurz später in die norwegischen Kinos kam und im November 2022 in Deutschland startete. Der Film basiert auf dem Roman Sluk von Lars Saabye Christensen.

## Handlung
Frank Farelli wird von der Stadtverwaltung von Karmack, einer heruntergekommenen Kleinstadt im US-amerikanischen Rust Belt, als Mittelsmann engagiert. In dieser Funktion überbringt er den Einwohnern der Stadt schlechte Nachrichten, etwa wenn jemand aus ihrer Familie Opfer eines Unfalls oder eines Verbrechens geworden ist. Frank wird aufgetragen, dabei nach Möglichkeit zurückhaltend und neutral aufzutreten.
Frank, ein introvertierter und schüchterner Charakter, sieht in dieser merkwürdigen Funktion die Chance, sich aus Arbeitslosigkeit und allgemeiner Perspektivlosigkeit zu befreien. Im Rathaus wird er von der Sekretärin Blenda unterstützt, die schnell deutliche Signale ihrer Zuneigung zu Frank erkennen lässt.
Schon bald hat Frank äußerst viel zu tun, als sich die eigentlich wenigen Unfälle in Karmack zu häufen beginnen. Dabei gerät Frank unverschuldet in Konfliktsituationen, die seine ihm von Amts wegen aufgetragene Neutralitätspflicht in Frage stellen.

## Produktion

### Vorlage, Filmstab und Besetzung

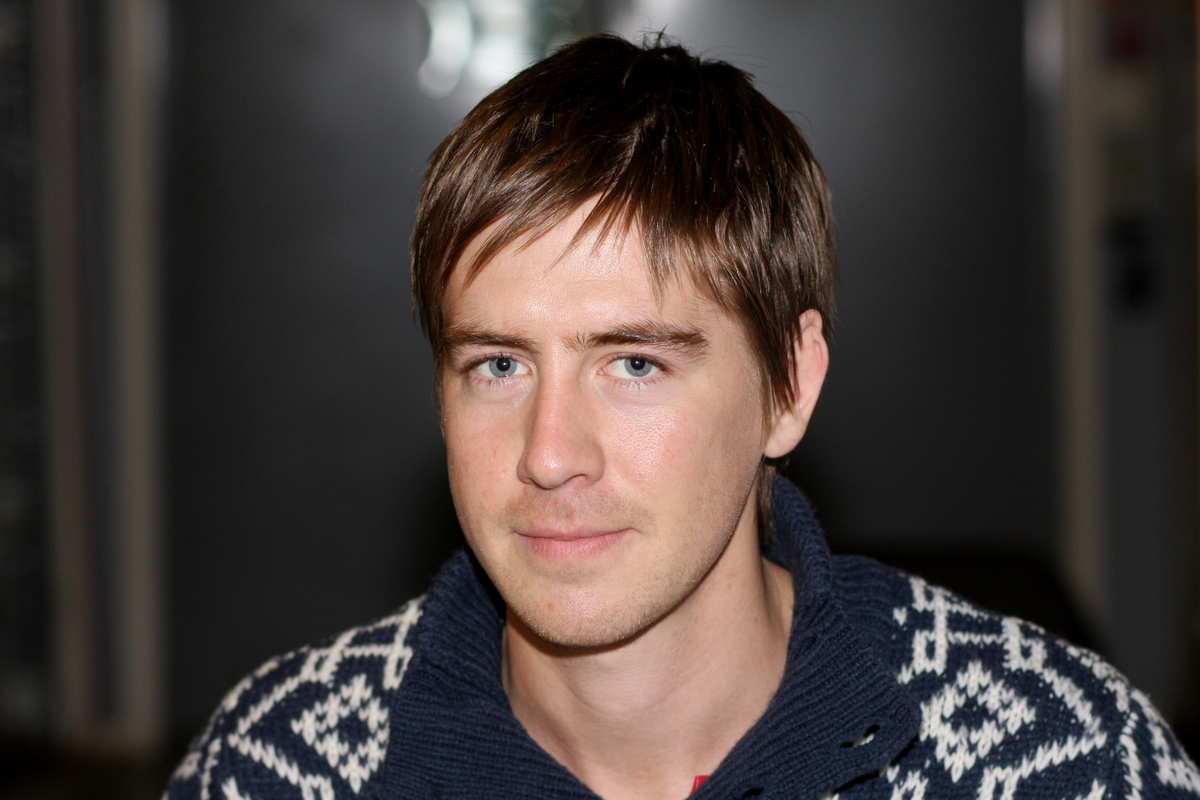
Pål Sverre Hagen spielt in der Titelrolle den Boten Frank Farelli

Regie führte Bent Hamer. Der Film basiert auf dem Roman Sluk von Lars Saabye Christensen aus dem Jahr 2012, der von Hamer adaptiert wurde. Dieser wurde später unter dem Titel Der Sommer, in dem meine Mutter zum Mond fliegen wollte in einer deutschen Übersetzung von Christel Hildebrandt bei btb veröffentlicht.
Pål Sverre Hagen spielt in der Titelrolle den Boten Frank Farelli. Nina Andresen Borud spielt seine Mutter.

### Förderungen und Dreharbeiten
Der Film erhielt vom Deutschen Filmförderfonds eine Produktionsförderung in Höhe von rund 233.000 Euro und von der Film- und Medienstiftung NRW in Höhe von 380.000 Euro.
Die Dreharbeiten fanden in Köln statt und wurden im November 2019 beendet. Als Kameramann fungierte John Christian Rosenlund, mit dem der Regisseur bereits für 1001 Gramm zusammenarbeitete.

### Veröffentlichung
Eine erste Vorstellung erfolgte am 12. September 2021 beim Toronto International Film Festival. Am 17. September 2021 kam der Film in die norwegischen Kinos. Im Oktober 2021 wurde er beim Film Festival Cologne gezeigt und Anfang November 2021 bei den Nordischen Filmtage Lübeck. Im August 2022 wurde er beim norwegischen Filmfestival in Haugesund gezeigt. Der Kinostart in Deutschland erfolgte am 17. November 2022.

## Rezeption

### Kritiken
Von den bei Rotten Tomatoes aufgeführten Kritiken sind 71 Prozent positiv.

### Auszeichnungen
Amandaprisen 2022
- Auszeichnung als Bester Hauptdarsteller (Pål Sverre Hagen)
- Nominierung für die Beste Kamera (John Christian Rosenlund)
- Nominierung für die Besten Kostüme (Amanda Lee Street)
- Auszeichnung für das Beste Szenenbild (Diana Magnus)[11][12]

Film Festival Cologne 2021
- Nominierung für den Filmpreis NRW

Nordische Filmtage Lübeck 2021
- Nominierung im Wettbewerb Spielfilme